# Telephanus velox
Telephanus velox är en skalbaggsart som först beskrevs av Samuel Stehman Haldeman 1846.  Telephanus velox ingår i släktet Telephanus och familjen smalplattbaggar. Inga underarter finns listade i Catalogue of Life.